# Netrodera
Netrodera Chaudoir, 1850 è un genere  di coleotteri della famiglia Carabidae (sottofamiglia Anthiinae).

## Tassonomia
Comprende le seguenti specie:
- Netrodera formicaria (Erichson, 1843)
- Netrodera malangana Strohmeyer, 1928
- Netrodera vethi (Bates, 1889)